# Valea Cucii
Valea Cucii – wieś w Rumunii, w okręgu Ardżesz, w gminie Cuca. W 2011 roku liczyła 107 mieszkańców.